# دسترسی آزاد

لوگوی دسترسی آزاد، که در اصل توسط کتابخانه عمومی علوم طراحی شده است

دسترسی آزاد (به انگلیسی: Open access) یا OA به معنی دسترسی بلافاصله، رایگان، و آنلاین به آثار، با حق استفاده از آنها در محیط دیجیتال است.
مهمترین گروه‌های پیشگام جنبش دسترسی آزاد به منابع علمی به دعوت موسسه جامعه باز برای اولین بار در فوریه ۲۰۰۲ در بوداپست مجارستان با هدف یافتن چگونگی ارتباط و همکاری بین همهٔ موسساتی که در این زمینه فعال هستند، گرد هم آمدند. این اجلاس به ایجاد مؤسسه دسترسی آزاد بوداپست انجامید. هدف این نشست، تسریع فعالیت بین‌المللی به منظور دسترس پذیر کردن مقاله‌های پژوهشی در تمام حوزه‌های علوم بود.
این جنبش پس از بوداپست (۲۰۰۲)، در بتسدا آمریکا (در ژوئن ۲۰۰۳)، برلین (اکتبر ۲۰۰۴) و سالوادور برزیل (سپتامبر ۲۰۰۵) برای تبادل نظر و پیشبرد اهداف دسترسی آزاد گردهمایی‌های مهمی را برگزار کرده‌است. در هر گردهمایی بیانیه و قطعنامه‌هایی صادر شده که رشد جنبش و پیگیری اهداف آن را می‌توان در این بیانیه‌ها به خوبی مشاهده نمود.
در بیانیه بوداپست، دو راهبرد برای دسترسی آزاد برای مطالعهٔ اجمالی نشر دسترسی آزاد، پیشنهاد شده‌است: نخست، آرشیوهای دسترسی آزاد و دوم مجلات دسترسی آزاد.
بنابراین می‌توان گفت که دسترسی باز در سه بیانیه‌های عمومی تعریف شده بود: طرح دسترسی آزاد بوداپست در فوریه سال ۲۰۰۲، بیانیه بتسدا انتشار دسترسی آزاد در ژوئن ۲۰۰۳ و اعلامیه برلین در دسترسی آزاد به دانش در علوم و علوم انسانی در اکتبر ۲۰۰۳.
که در بیانیهٔ بوداپست دسترسی باز به صورت زیر تعریف می‌شود:
بسیاری از درجه و نوع دسترسی گسترده‌تر و آسان‌تر در این ادبیات وجود دارد. منظور ما از دسترسی آزاد در این ادبیات، امکان دسترسی رایگان و همگانی کاربران به منابع، در اینترنت، امکان خواندن، دانلود، کپی، توزیع، چاپ، جستجو یا لینک به متن کامل مقاله، یا استفاده از آن‌ها برای هرگونه هدف قانونی، بدون موانع مالی، قانونی یا فنی است. تنها محدودیت در توزیع، و تنها نقش کپی رایت در این حوزه این است که باید به نویسندگان به درستی اذعان و استناد کرد.

اظهارات بتسدا و برلین می‌گویند که در آن، کاربران باید قادر به " کپی، استفاده، توزیع باشند و در هر رسانه‌ای دیجیتال برای هر منظور و مقصودی مسئول، منوط به تخصیص مناسب از نویسندگی است".

که هر سه نفر در این روش دسترسی آزاد بر " آزادی برای خواندن "، یا "رایگان" بودن تأکید دارند.

بسیاری از رسانه‌های سنتی مانند روزنامه‌های خاص، تلویزیون و برنامه‌های رادیویی می‌تواند دسترسی آزاد در نظر گرفته شوند.

## ویژگی‌ها
از آنجایی که انتشار دسترسی آزاد، هزینه‌ای برای خواننده‌ها ندارد بنابراین بایستی هزینه‌های خود را از طریق مدل‌های مالی دیگری تأمین کند. دسترسی آزاد ممکن است از طرف ناشران تجاری‌ای که خود مجلات با حق اشتراک نیز منتشر می‌کنند یا از طرف ناشران اهدا کننده مثل PLOS فراهم شود. فواید و مضرات دسترسی آزاد بحث‌های زیادی در میان محققان، فرهیختگان، کتابداران، مدیران دانشگاه‌ها، سازمان‌های سرمایه‌گذار، مسئولان دولتی، ناشران تجاری، تیم ویراستاری و ناشران انجمن علمی ایجاد کرده‌است.